# Gyrophaena pulchella
Gyrophaena pulchella – gatunek chrząszcza z rodziny kusakowatych i podrodziny rydzenic.

## Taksonomia
Gatunek ten opisany został po raz pierwszy w 1839 roku przez Oswalda Heera.

## Morfologia
Chrząszcz o wydłużonym ciele długości od 2,3 do 2,8 mm. Głowa jest czarniawa, 1,7 raza szersza niż dłuższa, zaopatrzona w wyłupiaste oczy. Barwa czułków jest rudożółta. Człony w środkowej części czułków nie są poprzeczne, a człon piąty jest wyraźnie dłuższy niż szeroki. Przedplecze jest rudożółte, czasem z zaczernionym dyskiem. Jego tylna krawędź jest wąsko obrzeżona. Pokrywy są bladożółte z czarniawymi krawędziami tylnymi. Punktowanie na powierzchni pokryw jest niezmodyfikowane, drobne. Długość pokryw jest znacznie większa niż przedplecza. Kolor odnóży jest żółty do pomarańczowego. Odwłok ma ubarwienie rudożółte z czarniawą przepaską poprzeczną w okolicy czwartego z tergitów.

## Ekologia i występowanie
Owad rozmieszczony od nizin po tereny górskie. Zasiedla lasy. Bytuje w owocnikach grzybów naziemnych i nadrzewnych; liczny bywa w lejkówkach wonnych i pieniążnicach szerokoblaszkowych.
Gatunek północnopalearktyczny. W Europie znany jest z Portugalii, Hiszpanii, Irlandii, Wielkiej Brytanii, Francji, Belgii, Holandii, Niemiec, Szwajcarii, Austrii, Włoch, Danii, Szwecji, Norwegii, Finlandii, Polski, Czech, Słowacji, Węgier, Ukrainy, Rumunii, Chorwacji i europejskiej części Rosji, a w Azji z syberyjskiej części Rosji.
Na „Czerwonej liście gatunków zagrożonych Republiki Czeskiej” umieszczony jest jako gatunek narażony na wymarcie (VU).